# پردازش سیگنال دیجیتال
پردازش سیگنال دیجیتال (Digital Signal Processing, DSP) به پردازش دیجیتالی سیگنال‌های گسسته در زمان گفته می‌شود. این کار به وسیله کامپیوتر یا پردازنده‌های سیگنال دیجیتال انجام می‌شود. پردازش سیگنال دیجیتال (گسسته) و پردازش سیگنال پیوسته، زیرمجموعه‌هایی از پردازش سیگنال هستند. از کاربردهای DSP می‌توان به پردازش صوت (Audio processing)، پردازش سیگنال صحبت (Speech processing)، پردازش سیگنال‌های سونار و رادار، پردازش سیگنال آرایه‌های حسگر، پردازش تصویر دیجیتال، پردازش سیگنال‌های مخابراتی، کنترل سیستم، پردازش سیگنال‌های بیولوژیک اشاره کرد.
هدف DSP، معمولاً اندازه‌گیری، فیلتر و فشرده‌سازی سیگنال‌های پیوسته (آنالوگ) دنیای واقعی است. اولین قدم در این راه تبدیل سیگنال از شکل آنالوگ به دیجیتال است، که به وسیله نمونه برداری توسط مبدل آنالوگ به دیجیتال (ADC) انجام می‌شود. وظیفه مبدل مذکور تبدیل سیگنال آنالوگ به رشته‌ای از اعداد است. اما، از آنجا که معمولاً سیگنال خروجی در سیستم مورد نظر باید به صورت یک سیگنال آنالوگ باشد، در آخرین گام پردازش، به یک مبدل دیجیتال به آنالوگ نیاز خواهیم داشت. حتی اگر این پردازش از پردازش آنالوگ بسیار پیچیده‌تر باشد، پردازش سیگنال دیجیتال، مزایای بسیاری را نسبت به پردازش آنالوگ در زمینه‌های مختلف به ارمغان می‌آورد؛ تشخیص و تصحیح خطا در انتقال و همچنین فشرده‌سازی داده مثال‌هایی از برتری استفاده از روش‌های پردازش سیگنال گسسته هستند.
الگوریتم‌های DSP مدت زیادی است که در کامپیوترهای استاندارد همه منظوره، یا بر روی پردازش‌گرهای معروف به پردازشگرهای سیگنال دیجیتال (DSP) یا با استفاده از سخت‌افزارهای خاص مثل مدارهای مجتمع با کاربرد خاص (ASIC) اجرا می‌شوند. امروزه تکنولوژی‌های دیگری نیز برای پردازش سیگنال دیجیتال مورد استفاده قرار می‌گیرند که شامل میکروپروسسورهای چندمنظوره قدرتمند، اف‌پی‌جی‌ای (FPGA)، کنترل‌کننده سیگنال دیجیتال (بیشتر برای کاربردهای صنعتی مثل کنترل موتور) هستند.

## حوزه‌های DSP
در DSP، معمولاً به بررسی و پردازشِ دیجیتالِ سیگنال در یکی از این حوزه‌ها پرداخته می‌شود: حوزهٔ زمان (سیگنال‌های یک بعدی)، حوزه فضایی (سیگنال‌های چندبعدی)، حوزه فرکانس، و حوزه موجک. برای پردازش این سیگنال‌ها، حوزه‌ای انتخاب می‌شود که در آن بتوان خصوصیات اصلی سیگنال را به بهترین شکل نمایش داد و با استفاده از اطلاعات حاضر، به بهترین صورت، سیگنال را پردازش کرد. نمونه‌هایی که از نمونه برداری یک سیگنال به دست می‌آیند، در واقع نمایشی از سیگنال در حوزه زمان یا حوزه فضا را ارائه می‌دهند، در حالی که با تبدیل فوریه (گسسته)، سیگنال در حوزه فرکانس نمایش داده می‌شود (طیف فرکانسی سیگنال).

## نمونه‌برداری از سیگنال
با گسترش استفاده از رایانه، استفاده از پردازش سیگنال دیجیتال نیز گسترش یافته‌است. برای پردازش سیگنال آنالوگ با استفاده از یک رایانه، ابتدا باید سیگنال توسط یک مبدل آنالوگ به دیجیتال، به صورت دیجیتال در آید.
نمونه‌برداری معمولاً در دو مرحله انجام می‌شود: گسسته‌سازی و کوانتیزه کردن (Quantization). در مرحله گسسته‌سازی، فضای سیگنال (فضایی که سیگنال در آن تعریف‌ شده است) به کلاس‌های هم‌ارز اِفراز می‌شود، و کوانتیزه کردن نیز با جایگزینی سیگنال اصلی با سیگنال متناظر در کلاس‌های هم‌ارز انجام می‌پذیرد.
در مرحله کوانتیزه کردن، مقادیر سیگنال گسسته (به انگلیسی: Representative Signal) توسط مقادیر زیر مجموعه یک مجموعه متناهی تقریب زده می‌شوند.
قضیه نمونه‌برداری نایکوئیست-شانون بیان می‌کند که سیگنال را می‌توان از روی سیگنال نمونه‌برداری شده به‌طور دقیق بازسازی کرد، اگر فرکانس نمونه‌برداری بزرگتر از دو برابر بالاترین مؤلفه فرکانسی سیگنال باشد. در عمل، غالباً فرکانس نمونه‌برداری را بزرگتر از دو برابر پهنای باند لازم در نظر می‌گیرند.
سیگنال های نمونه برداری شده در حوزه زمان را میتوان باز (Upsample) و یا فشرده( Downsample ) کرد.
یک مبدل دیجیتال به آنالوگ به منظور تبدیل معکوس سیگنال به حالت آنالوگ مورد استفاده قرار می‌گیرد.

## مفهوم حوزهٔ زمان و فرکانس
متداول‌ترین تکنیک پردازش سیگنال در حوزهٔ زمان و فضا (مکان)، بهسازی (بهبود) سیگنال از طریق فیلترینگ است. فیلترینگ دیجیتال عبارت از اعمال تبدیل‌های خطی بر نمونه‌هایی از سیگنال است که در همسایگی نمونهٔ فعلی در سیگنال ورودی یا خروجی فیلتر واقع شده‌اند. از دیدگاه‌های مختلفی می‌توان این فیلترها را دسته‌بندی نمود:
- فیلتر خطی: یک تبدیل خطی است که بر روی نمونه‌های ورودی اعمال می‌شود؛ فیلترهای خطی از قاعدهٔ جمع آثار پیروی می‌کنند؛ به این معنی که اگر یک سیگنال ورودی، ترکیب وزن داری از سیگنال‌های مختلف باشد، سیگنال خروجی از ترکیب خطی خروجی‌های همان سیگنال‌ها، با وزنهای مشابه ورودی، حاصل می‌شود.
- فیلتر عِلّی: فیلتر عِلّی فقط از نمونه‌های قبلی در سیگنال‌های ورودی و خروجی استفاده می‌کند. اما، در فیلترهای «غیرعِلّی» (Noncausal)، نمونه‌های آینده نیز به کار گرفته می‌شوند. با اضافه کردن تأخیر به یک فیلتر غیرعلی، می‌توان آن را به یک فیلتر عِلّی (Causal) تبدیل نمود.
- فیلتر غیرمتغیر با زمان: پاسخ ضربه این فیلتر با زمان تغییر نمی‌کند. اما در فیلترهایی مانند فیلتر تطبیقی، با زمان تغییر می‌کنند.
- فیلتر پایدار: خروجی یک فیلتر پایدار با گذشت زمان به یک مقدار ثابت همگرا می‌شود یا در محدودهٔ متناهی باقی می‌ماند. اما، یک فیلتر ناپایدار در پاسخ به یک ورودی محدود (متناهی) یا حتی صفر، ممکن است منجر به تولید خروجی‌هایی نامتناهی شود.
- فیلتر با پاسخ ضربهٔ محدود (FIR): این فیلتر فقط از نمونه‌های سیگنال ورودی استفاده می‌کند، اما، فیلتر با پاسخ ضربهٔ نامحدود (IIR) علاوه بر نمونه‌های ورودی، از نمونه‌های گذشتهٔ خروجی نیز استفاده می‌کند. فیلترهای FIR همواره پایدار هستند، اما، فیلترهای IIR ممکن است ناپایدار شوند.

فیلترها را می‌توان به روش‌های مختلفی نمایش داد: ۱- با استفاده از دیاگرام بلوکی برای نشان دادن مراحل مختلف الگوریتم به منظور ایجاد یک دستورالعمل برای پیاده‌سازی سخت‌افزاری فیلتر. ۲- با توصیف فیلتر با استفاده از معادلات تفاضلی یا به کمک مجموعهٔ قطب‌ها و صفرهای سیستم. برای فیلترهای FIR، می‌توان از پاسخ‌های ضربه یا پله نیز برای توصیف فیلتر استفاده کرد.
خروجی یک فیلتر دیجیتال خطی به یک ورودی خاص، از کانولوشن سیگنال ورودی با پاسخ ضربهٔ فیلتر، حاصل می‌شود.
با استفاده از تبدیل فوریه می‌توان سیگنال‌ها را از حوزهٔ زمان (مکان) به حوزهٔ فرکانس منتقل نمود. تبدیل فوریه، اطلاعات سیگنال را به دامنه (اندازه) و فاز مؤلفه‌های فرکانسی موجود در سیگنال، تبدیل می‌کند. در عمل، اغلب، از تبدیل برای فوریه برای محاسبهٔ طیف توان سیگنال استفاده می‌شود که مربع دامنهٔ (اندازه) هر مؤلفهٔ فرکانسی است.
با انتقال سیگنال از حوزهٔ زمان به حوزهٔ فرکانس، می‌توان مؤلفه‌های فرکانسی موجود در سیگنال را شناسایی و ارزیابی کرد. در حوزهٔ فرکانس، علاوه بر دامنهٔ مؤلفه‌های فرکانسی، فاز آن‌ها و نیز چگونگی تغییر فاز با تغییر فرکانس، می‌تواند حاوی اطلاعات مهمی باشد.
فیلتر کردن سیگنال، می‌تواند با انتقال سیگنال به حوزهٔ فرکانس و اعمال یک فیلتر مناسب بر آن و سپس برگرداندن سیگنال حاصل به حوزهٔ زمان انجام شود. این عملیات، سریع بوده (زمان اجرا متناسب است با (n log n)) و می‌توان فیلتر را با تقریب خوبی به شکلهای مختلف طراحی نمود.
در حوزهٔ فرکانس، تبدیل‌های متداولی وجود دارند که از میان آن‌ها می‌توان به cepstrum اشاره نمود. در این تبدیل، ابتدا با استفاده از تبدیل فوریه، سیگنال، به حوزهٔ فرکانس منتقل می‌شود و سپس لگاریتم آن محاسبه می‌گردد. در نهایت، با اعمال تبدیل معکوس فوریه، سیگنال حاصل به حوزهٔ زمان بازگردانده می‌شود. این عملیات، ساختار هارمونیکی طیف اصلی را نشان می‌دهد.

تحلیل حوزهٔ فرکانس با عنوان تحلیل طیف نیز شناخته می‌شود. 

بسط فوریه و مفهوم حوزه زمان (منحنی قرمز) و فرکانس (منحنی آبی).

## تحلیل در حوزهZ{\displaystyle Z\,}
در حالی که فیلترهای آنالوگ معمولاً در صفحه {\displaystyle s\,} تحلیل می‌شوند، فیلترهای دیجیتال در صفحه {\displaystyle z\,} یا حوزه دیجیتال و با استفاده از تبدیل {\displaystyle Z\,} تحلیل می‌شوند.
بسیاری از فیلترها را می‌توان در حوزه {\displaystyle Z\,} (یک فرامجموعه از اعداد مختلط در حوزه فرکانس) توسط تابع تبدیلشان تحلیل کرد. یک فیلتر می‌تواند توسط مجموعه مشخصه‌اش شامل صفرها و قطب‌ها در حوزه {\displaystyle z\,} تحلیل شود.

## کاربردها
بیشترین کاربردهای DSP شامل پردازش سیگنال صوتی، فشرده‌سازی داده‌های صوتی، پردازش تصویر دیجیتال، فشرده‌سازی ویدیو، پردازش صدا، تشخیص صدا، مخابرات دیجیتال، رادار، سونار، زلزله‌شناسی است. 
مثال‌های خاص شامل فشرده‌سازی صحبت و انتقال آن در تلفن همراه، هم‌نواسازی مطابق اتاق برای صدا در کاربردهای شباهت زیاد به اصل و تقویت صدا، پیش‌بینی وضع هوا، پیش‌بینی اقتصادی، پردازش داده زلزله، تحلیل و کنترل روال‌های صنعتی، انیمیشن‌های تولید شده توسط رایانه در فیلم‌ها، عکس‌برداری پزشکی مثل پویش‌های CAT و MRI، فشرده‌سازی MP3، دستکاری تصویر، هم‌نواسازی و هم‌گذری بلندگوهای با کیفیت بالا، و افکت صوتی برای تقویت‌کننده (الکترونیک) گیتار برقی است.

## پیاده‌سازی
پیاده‌سازی DSP، با کمک مدارات مبدل سیگنال‌های آنالوگ به دیجیتال یا همان ADCها امکان‌پذیر است.